# 高校英雄傳
《高校英雄傳》（英語：Campus Heroes），2018年三立華人電視劇週日十點檔系列的第四十四部作品。由羅宏正、劉宇菁領銜主演，王牌娛樂、聚星文創娛樂共同製作，並與醒吾科技大學進行產學合作，部份學生由表演藝術系飾演。於2018年6月12日舉行戲劇發佈記者會，6月21日舉行男女主角卡司發佈會及開鏡，12月1日殺青。台視於8月19日起晚上10點首播，三立都會台於8月25日起晚上10點播出。劇末播出幕後花絮《看！英雄來了》播放漏網鏡頭，戲末後會在Vidol影音頻道上傳播出，接檔《三明治女孩的逆襲》。

## 播出時間

### 首播
| 頻道/影音             | 所在地             | 播出日期       | 播出時間                 | 备注                      |
| --------------------- | ------------------ | -------------- | ------------------------ | ------------------------- |
| 臺視綜合台            | 臺灣               | 2018年8月19日  | 每週日 22:00－23:30      |                           |
| Vidol                 | 臺灣               | 2018年8月19日  | 每週日 23:30上架         |                           |
| 愛奇藝                | 臺灣               | 2018年8月20日  | 每週一 00:00上架         |                           |
| 三立都會台            | 臺灣               | 2018年8月25日  | 每週六 22:00－23:30      |                           |
| Youtube               | 部分地區           | 2018年11月20日 | 未知上架時間             | 繁中字幕                  |
| Youtube               | 部分地區           | 2020年2月21日  | 未知上架時間             | 越南字幕                  |
| Astro双星 Astro双星HD | 马来西亚           | 2019年7月13日  | 星期六至日 20:00 - 21:00 | 7月20日至8月20日 暂停播映 |
| Astro双星 Astro双星HD | 马来西亚           | 2019年8月21日  | 每晚 18:00 - 19:00       |                           |
| viki                  | 歐洲 · 美洲 · 印度 | 2018年8月19日  | 每週日 24:00上架         |                           |

### 重播
| 頻道                  | 所在地   | 播出日期      | 播出時間            |
| --------------------- | -------- | ------------- | ------------------- |
| 台視主頻              | 臺灣     | 2018年8月25日 | 每週六 23:45－01:20 |
| 台視主頻              | 臺灣     | 2018年8月26日 | 每週日 13:00－14:30 |
| 三立都會台            | 臺灣     | 2018年8月26日 | 每週日 18:30－20:00 |
| 三立都會台            | 臺灣     | 2018年8月31日 | 每週五 22:00－23:30 |
| 三立都會台            | 臺灣     | 2018年9月1日  | 每週六 18:30－20:00 |
| 三立都會台            | 臺灣     | 2018年9月7日  | 每週五 17:00－18:30 |
| Astro双星 Astro双星HD | 马来西亚 | 2019年8月21日 | 每日 22:00 - 23:00  |
| Astro双星 Astro双星HD | 马来西亚 | 2019年8月22日 | 每日 02:00 - 03:00  |
| Astro双星 Astro双星HD | 马来西亚 | 2019年8月22日 | 每日 06:00 - 07:00  |
| Astro双星 Astro双星HD | 马来西亚 | 2019年8月22日 | 每日 10:00 - 11:00  |
| Astro双星 Astro双星HD | 马来西亚 | 2019年8月22日 | 每日 14:00 - 15:00  |

## 劇情大綱
講述豐川高中，有著來自四面八方的學生，他們自詡是英雄豪傑。陸大翔（羅宏正飾），原是一名職棒選手，他因緣際會下來到豐川高中，當上了三年八班的導師，原本不被眾多老師看好的他，卻能因材施教解決了學生一連串的問題，因此被學生們奉為偶像「英雄」，也與冤家輔導室老師唐可欣（劉宇菁飾）成為了戀人。

## 演員列表

### 主要演員
| 演員   | 角色   | 介紹 | 登場集數 |
| 羅宏正 | 陸大翔 | 30歲，Lamigo桃猿前職棒明星，豐川高中三年八班導師、社會科老師，被學生稱為「教練」，唐可欣的男友。 雖然個性急躁、直率、衝動行事，還有暴力傾向，但是善良有正義感，卻也因此從選手被降至投手助理教練、外圍球探，最終不滿職棒圈潛規則而退出，終止了職棒生涯。失業打擊，決定找份工作，豐川高中剛好面臨少子化所帶來的倒閉危機，自稱可以讓班上七成以上學測分數超過50級且其中6個會是滿級分，加上校長的獨自決定，而成為了三年八班導師，但是脾氣太差而需要唐可欣的輔導，一見到她之後就一見鍾情。 | 全劇     |
| 劉宇菁 | 唐可欣 | 27歲，豐川高中輔導室老師兼英文老師，陸大翔的女友。 第一次見到陸大翔是在婷婷開的月桂冠居酒屋，看到陸大翔暴躁揍人的一幕，對他第一印象不是很好。身為輔導老師，不只輔導學生，還要幫新來的老師陸大翔輔導憤怒管理，但也與他產生了衝突與愛情的火花。與盛亞倫前女友Linda長得一模一樣。 | 全劇     |

### 其他演員
| 演員   | 角色   | 介紹 | 登場集數            |
| 徐韜   | 王東海 | 18歲，豐川高中三年八班學生，學霸，個性好強。郭家馨的青梅竹馬。父親經商失敗，家道中落，媽媽又生病，為了照顧媽媽，才放棄名校選擇轉到豐川高中，後來偷偷辦理休學，被陸大翔說服後，才重新返校。為了幫助吳芳蒂，兩人常常一起出現，而使人誤會。雖然對家馨沒有愛情的思想，但把他當作家人關心心疼她，反對家馨出國讀書。喜歡芳蒂。後為芳蒂的男朋友。在英文比賽中考88分。在學測中考滿級分 | 全劇                |
| 季念潔 | 郭家馨 | 18歲，豐川高中三年八班班長。個性溫柔體貼是各個男生喜歡的類型。母親是家長會長，從小就暗戀東海，也不一直同班，所以得知東海轉來豐川高中，才跟著轉來。想要幫助東海的媽媽安排到美國開刀但因為芳蒂的出現而導致東海的誤會。因媽媽安排離開現在到美國讀書暫時離開團隊，喜歡東海。在英文比賽中考98分。 | 1-12                |
| 席惟倫 | 吳芳蒂 | 19歲，豐川高中三年八班學生。血友病患者，需定期施打凝血因子，原是名校學生，英文很好，但因為壓力太大而休學，後而轉到豐川高中，年紀較大的關係而成為邊緣人，還被七班的丁蓮蓮造謠，而被全校霸凌，好在陸大翔的幫助下解危，後來王東海為了幫助吳芳蒂而成為了她的男朋友。喜歡東海。後為東海的女朋友。在英文比賽中考100分 | 全劇                |
| 蕭志瑋 | 趙尹擎 | 18歲，豐川高中三年八班學生，喜歡芳蒂，綽號小嘿，會耍小奸詐，卻很膽小。在英文比賽中考97分。 | 全劇                |
| 宋緯恩 | 蔡強生 | 18歲，豐川高中三年八班學生，心地善良，但是成績總是班上的最後一名，喜歡莉雅。在英文比賽中考95分。 | 全劇                |
| 何美   | 徐莉雅 | 18歲，豐川高中三年八班學生，徐婷婷的妹妹，是個動漫迷，熱愛Cosplay，但為了給姐姐刮目相看，而決定認真讀書。在英文比賽中考90分。在學測中考67級分 | 全劇                |
| 勵政達 | 李健寬 | 18歲，豐川高中繁星特優班─三年七班的班長。資優生，家境富裕，學業成績頂尖，跟王東海互看不順眼，從小跟家馨一起長大，喜歡家馨。在英文比賽中考100分。 | 1-14,16             |
| 李運慶 | 林康寶 | 32歲，豐川高中繁星特優班─三年七班導師兼英文老師，綽號濃湯老師。 是個菁英份子，一直維持著優雅的形象。畢業於一流學府英文教育系，所以一心想扶植三年七班成為菁英份子，卻從未站在學生的立場思考。喜歡唐可欣，但總是用一些古板的方式追求，不屑陸大翔，想試圖讓他離開豐川，但卻又懼怕陸大翔。在陸大翔生活被喬治搞的一團亂的時候幫助大翔把他趕回韓國 | 全劇                |
| 黃鐙輝 | 歐進雄 | 30歲，綽號P哥，豐川高中工友，晚上則在很多地方打工兼差。 陸大翔的高中學長兼好哥們，是個中年痞子，因為喜歡婷婷，常常到婷婷的居酒屋幫忙，並熱烈的追求她。曾是大翔高中時期的捕手，在大翔變成少棒隊教練時，就開始借住在自己家。 | 1-8,13,16           |
| 黃甄妮 | 徐婷婷 | 27歲，居酒店老闆娘，唐可欣從小到大的好閨蜜，徐莉雅的姐姐。 合開居酒屋的渣男男友捲款潛逃，而成為一個負債老闆娘，常常當起戀愛大師給可欣一些很瞎的建議，但自己才是陷困在愛情中的人，在P哥的熱烈追求下，答應與他交往。 | 1-4,6-8,10-11,13-16 |
| 張景嵐 | 高愛妮 | 陸大翔的超級粉絲，喜歡大翔但只是崇拜偶像的喜歡，是集團千金富二代，總是能給大翔金錢上的幫助，還幫大翔送婚紗追求可欣。 | 2-5,8,13-16         |
| 譚艾珍 | 孫念慈 | 65歲，豐川高中校長。 會容納他人，是個有慈愛的校長，對學生很了解。董事會只給學校一年的時間，必須達到足夠的大學升學率，否則停校。然而即便三年七班全學員都進大學，升學率也只有50%，因此三年八班也要有部分學生進大學，來提高升學率，而整天在擔憂，但依然幫助學生走向夢想。為了挽救這個被稱為「最值得被裁撤的高中」，決定為三年八班招聘一位新的導師。在P哥的推薦下，陸大翔去學校應聘，認為陸大翔是一個能堅守自身原則和承諾的人，而讓他成為三年八班導師。在陸大翔闖禍的時候，總會再給他一次機會，讓學校其他老師就算不服，也只能忍耐接受。 | 1-7,10,15-16        |
| 陳為民 | 海川功 | 50歲，豐川高中教務主任，綽號公公。 反對陸大翔，每次都會直接和他吵架，常常恐嚇大翔要給予他處份，但總是要聽校長的，而成為沒用的教務主任。 | 全劇                |

### 客串演員
| 演員   | 角色     | 介紹 | 登場集數        |
| 周曉涵 | 前女友   | 陸大翔的前女友，因為大翔過於衝動，最終分手，現在已經結婚。                                               | 1               |
| 張皓明 | KING     | Lamigo 的捕手，在開幕戰時因指示陸大翔投觸身球而導致陸大翔的不滿，兩人在開幕戰大打出手，現為狼隊總教練。  | 1               |
| 張皓明 | KING     | Lamigo 的捕手，在開幕戰時因指示陸大翔投觸身球而導致陸大翔的不滿，兩人在開幕戰大打出手，現為狼隊總教練。  | 1,14-16         |
| 徐展元 | 徐展元   | 球賽主播。                                                                                               | 1-2             |
| Joseph |          | | 1               |
| 蘇韋華 | Wells    | 18歲，豐川高中繁星特優班─三年七班的學生。在英文比賽中考97分。                                            | 1-8             |
| 吳鎬宇 | 吳鎬宇   | 18歲，豐川高中繁星特優班─三年七班的學生。在英文比賽中考95分。                                            | 1-8             |
| 路易士 | 路易士   | 18歲，豐川高中繁星特優班─三年七班的學生，外國人。嘲笑蔡強生為大猩猩。在英文比賽中考83分。                | 1-8             |
| 張碩航 | 李歐     | 18歲，豐川高中繁星特優班─三年七班的學生，綽號Leo。在英文比賽中考95分                                     | 1-8             |
| 陳立安 | 安俊哲   | 18歲，豐川高中繁星特優班─三年七班的學生。在英文比賽中考97分。                                            | 1-8             |
| 王文彬 | 王文彬   | 18歲，豐川高中繁星特優班─三年七班的學生。                                                                | 1-8             |
| 黃柏   | 黃柏     | 18歲，豐川高中繁星特優班─三年七班的學生。                                                                | 1-8             |
| 張品渝 | 張品渝   | 18歲，豐川高中繁星特優班─三年七班的學生。                                                                | 1-8             |
| 郭威震 | 郭威震   | 18歲，豐川高中繁星特優班─三年七班的學生。                                                                | 1-8             |
| 陳韋名 | 陳韋名   | 18歲，豐川高中繁星特優班─三年七班的學生。                                                                | 1-8             |
| 鄧玉璇 | 鄧玉璇   | 18歲，豐川高中繁星特優班─三年七班的學生。                                                                | 1-8             |
| 曾聖凱 | 曾聖凱   | 18歲，豐川高中繁星特優班─三年七班的學生。                                                                | 1-8             |
| 王偲珉 | 王偲珉   | 18歲，豐川高中繁星特優班─三年七班的學生。                                                                | 1-8             |
| 黃若慈 | 黃若慈   | 18歲，豐川高中繁星特優班─三年七班的學生。                                                                | 1-8             |
| 林柏耀 | 林柏耀   | 18歲，豐川高中繁星特優班─三年七班的學生。                                                                | 1-8             |
| 林丞佑 | 林承佑   | 18歲，豐川高中繁星特優班─三年七班的學生。                                                                | 1-8             |
| 彭琨霖 | 彭琨霖   | 18歲，豐川高中繁星特優班─三年七班的學生。                                                                | 1-8             |
| 黃詩亭 | 黃詩亭   | 18歲，豐川高中繁星特優班─三年七班的學生。                                                                | 1-8             |
| 林埈永 | 史喬治   | 唐可欣的男友，後來因為誤以為可欣劈腿大翔，而與可欣分手。現在借住P哥家，成為世界史老師，已於第9集回韓國。 | 2,8-9,16        |
| 張倩   | 東海媽   | 王東海的媽媽，生病住在療養院。                                                                           | 2,4,11-13       |
| 楊潔玫 | 靜文     | 郭家馨的媽媽，豐川高中家長會長。偷偷在私下找王東海，打算給一大筆錢，希望他轉學，遠離家馨，但被拒絕。     | 2-5(照片),12    |
| 謝其文 | 尹擎爸   | 趙尹擎的爸爸。                                                                                           | 2-3,9,15        |
| 王德生 | 強生爺   | 蔡強生的爺爺。                                                                                           | 2-3             |
| 蘇妍緹 | 丁蓮蓮   | 18歲，豐川高中繁星特優班─三年七班的學生，後來因為成績不佳而被林康寶逼迫轉學。                            | 4-6,11-12,14,16 |
| 魯文學 | 可欣爸   | 唐可欣的爸爸。                                                                                           | 4,6,15,16       |
| 吳采庭 | 小念慈   | 小時候的孫念慈。                                                                                         | 5(回憶)         |
| 張恩瑋 | 小孫教練 | 小時候的孫教練。孫念慈的哥哥、陸大翔的教練，現已過世。                                                   | 5(回憶)         |
| 顏永烈 | 根旺     | 自稱「東區余文樂」，敵隊的左外野手，現為大都會網咖老闆。                                                 | 7-8             |
| 林秀君 | 淑芬     | 唐可欣的媽媽，有潔癖。                                                                                   | 9-16            |
| 紀亞文 | 盛亞倫   | 沃達美公司前執行長，豐川高中校務接管人，可欣相親對象。                                                   | 9-16            |
| 沈佑承 | 小東海   | 幼年的王東海，家馨的青梅竹馬。                                                                           | 10(回憶)        |
|        | 小家馨   | 幼年的郭家馨，東海的青梅竹馬。                                                                           | 10(回憶)        |
| 王竣民 | 李榮光   | 李健寬的爸爸，仁德綜合醫院院長。                                                                         | 12              |
| 王竣民 | 李榮光   | 李健寬的爸爸，仁德綜合醫院院長。                                                                         | 13              |
| 陳德烈 | 陳德烈   | 帶三年八班參觀餐飲系的廚房。                                                                             |                 |
|        | 約翰     | 盛亞倫的兒子，從小母親過世，已父親扶養養大。                                                             | 14-16           |
| 管謹宗 | 盛爸爸   | 盛亞倫的爸爸。                                                                                           | 15-16           |
| 李明翰 | 李明翰   | 18歲，醒吾五人幫，指導老師方靜琦。                                                                       | 15              |
| 王君凱 | 王君凱   | 18歲，醒吾五人幫，指導老師方靜琦。                                                                       | 15              |
| 張尚澤 | 張尚澤   | 18歲，醒吾五人幫，指導老師方靜琦。                                                                       | 15              |
| 劉志瑋 | 劉志瑋   | 18歲，醒吾五人幫，指導老師方靜琦。                                                                       | 15              |
| 呂心怡 | 呂心怡   | 18歲，醒吾五人幫，指導老師方靜琦。                                                                       | 15              |
| 何吉美 | 何吉美   | 18歲，飾演劇中劇女主角。                                                                                 | 15              |
| 郭耘宏 | 郭耘宏   | 18歲，飾演劇中劇女主角。                                                                                 | 15              |
| 黃辰邑 | 學長     | 吳芳蒂的學長。                                                                                           | 16              |
| 劉宇菁 | Linda    | 盛亞倫女友，已於飛機失事中過世。                                                                         |                 |
| 林東緒 | 老師     | 陸大翔找來的老師。                                                                                       |                 |

## 電視劇歌曲
| 曲別   | 歌名                 | 演唱者       | 作詞                         | 作曲                         |        |
| 片頭曲 | 決定                 | 羅宏正       | 林喬                         | 戴陽、黃柏勳                 |        |
| 片尾曲 | 愛過你有多久就有多痛 | 蕭秉治       | 蕭秉治                       | 蕭秉治                       | 蕭秉治 |
| 插曲   | 天使見證的愛情       | 蕭秉治       | 蕭秉治                       | 蕭秉治                       | 蕭秉治 |
| 插曲   | 我好想好想你         | 蕭秉治       | 蕭秉治                       | 蕭秉治                       | 蕭秉治 |
| 插曲   | 心狠手軟             | 蕭秉治       | 蕭秉治                       | 蕭秉治                       | 蕭秉治 |
| 插曲   | 時光如願             | 陳明憙       | 張張                         | 馬敬                         |        |
| 插曲   | 天天                 | 羅宏正       | 孫以恩、戴陽、Jhen F、蘇亦承 | 孫以恩、戴陽、Jhen F、蘇亦承 |        |
| 插曲   | 飛                   | 魏嘉瑩、鼓鼓 | 魏嘉瑩、鼓鼓                 | 魏嘉瑩、鼓鼓                 |        |

## 各集標題
| 集數 | 台視首播日期   | 標題                                                 |
| 1    | 2018年8月19日  | 當別人對你不抱希望的時候，就是最可以放手一搏的時候！ |
| 2    | 2018年8月26日  | 只要改變學習的態度，人腦是可以十倍運轉的！           |
| 3    | 2018年9月2日   | 球場上不是打贏就是打輸，沒有認輸的。                 |
| 4    | 2018年9月9日   | 只要有我在，再難過的關也會過的。                     |
| 5    | 2018年9月16日  | 雨，總會有停的時候。                                 |
| 6    | 2018年9月23日  | 不要去找做不到的藉口，而是要思考做得到的理由。       |
| 7    | 2018年9月30日  | 衝突，只不過是妥協的起頭。                           |
| 8    | 2018年10月7日  | 忍耐不是因為害怕，而是為了心裡的那一位。             |
| 9    | 2018年10月14日 | 愛情這堂課，該怎麼教？                               |
| 10   | 2018年10月21日 | 為了愛情，任何犧牲都值得？                           |
| 11   | 2018年10月28日 | 歷經波折的愛情，苦澀卻很深刻。                       |
| 12   | 2018年11月4日  | 愛情不只有一種叫做『天長地久』的樣子。               |
| 13   | 2018年11月11日 | 幸福與信念的掙扎，怎麼選？                           |
| 14   | 2018年11月18日 | 自認為的付出，未必動人，卻也是愛的表現。             |
| 15   | 2018年11月25日 | 有你在我身邊， 我這輩子就足夠了。                    |
| 16   | 2018年12月2日  | 我們永遠都是一個TEAM！                               |

## 收視率

### 台視週日首播收視率
| 臺灣 臺灣電視台 首播收视率 （AC尼爾森） |                |        |      |                                           |
| 集數                                    | 播出日期       | 收视率 | 排名 | 備註                                      |
| 1                                       | 2018年8月19日  | 0.73   | 2    | 有效平均收視0.81 45至54歲女性觀眾收視1.50 |
| 2                                       | 2018年8月26日  | 0.59   | 1    |                                           |
| 3                                       | 2018年9月2日   | 0.61   | 2    |                                           |
| 4                                       | 2018年9月9日   | 0.53   | 2    |                                           |
| 5                                       | 2018年9月16日  | 0.45   | 2    |                                           |
| 6                                       | 2018年9月23日  | 0.44   | 2    |                                           |
| 7                                       | 2018年9月30日  | 0.43   | 2    |                                           |
| 8                                       | 2018年10月7日  | 0.45   | 2    |                                           |
| 9                                       | 2018年10月14日 | 0.44   | 2    |                                           |
| 10                                      | 2018年10月21日 | 0.35   | 3    |                                           |
| 11                                      | 2018年10月28日 | 0.36   | 2    |                                           |
| 12                                      | 2018年11月4日  | 0.43   | 2    |                                           |
| 13                                      | 2018年11月11日 | 0.43   | 2    |                                           |
| 14                                      | 2018年11月18日 | 0.46   | 2    |                                           |
| 15                                      | 2018年11月25日 | 0.38   | 3    |                                           |
| 16                                      | 2018年12月2日  | 0.53   | 3    | 結業式最終回                              |
| 平均收視率                              | 平均收視率     | 0.48   |      |                                           |

1. 同时段或交叉时段主要节目：
  - 東森綜合台《愛的3.14159》／《艾蜜麗的五件事》
  - 三立台灣台《超級紅人榜》
  - 民視無線台《靠近》／《當你微笑時》／《雙城故事》
  - 中視《誰是大歌神》
  - 華視《華視金選劇場》
  - 公視《小貓熊胖達的奇幻冒險》／《從此，實現夢想》／《登台》／《第一響槍》／《淚滴卡卡》／《最美的風景》／《賽鴿賽歌》／《業務員之死》／《大齡室友》／《永生花》
2. 数据由AGB尼爾森調查，調查範圍是四歲以上收看電視之觀眾。
3. 資料來源：台灣-偶像劇場、凱絡媒體週報。

## 製作團隊
- 導演：
  - 張佳賢（第1-6集）
  - 林清芳（第7-16集）
- 總監：楊秋蘭、王淑娟
- 監製：王家文
- 助理監製：游日祁
- 製作人：王信貴、郭靜純
- 執行製作人：王顯斌、黃瀞儀
- 美術指導:許應宏(第1-2集)、蔡佳鴻(第3-16集)
- 企劃：楊秉儒
- 編劇：孫法鈞
- 原創故事：
- 製作公司：三立電視、王牌娛樂事業有限公司、聚星文創娛樂事業股份有限公司
- 冠名贊助
  - 台視：大誠保險經紀人
  - 三立都會台：CUCKOO福庫電子鍋
  - Vidol影音：醒吾科技大學

## 大事記

### 2018年
- 6月12日，《高校英雄傳》舉行戲劇發佈記者會。[11]
- 6月21日，《高校英雄傳》舉行男女主角卡司發佈記者會，並開鏡，且播出時段由五十改為日十。[12]
- 8月2日，三立華劇臉書釋出首篇teaser預告 - 九局下半篇。[13]
- 8月5日，三立華劇臉書釋出第二篇teaser預告 - 三年八班篇。[14]
- 8月8日，三立華劇臉書釋出第三篇teaser預告 - 三年八班導師篇。[15]
- 8月11日，三立華劇臉書釋出第四篇teaser預告 - 準備好了篇。[16]
- 8月11日，與《三明治女孩的逆襲》舉辦交接記者會。[17]
- 8月16日，台視舉辦首映會。
- 8月19日，台視首播。
- 8月24日，三立舉辦特映會。
- 8月25日，三立都會台播出。
- 12月1日，全劇殺青。
- 12月2日，台視播出最終回。
- 12月5日，舉辦殺青宴。
- 12月8日，三立都會台播出最終回。

## 拍攝場景

### 新北市
- 新北市林口區 醒吾科技大學[18]
- 新北市林口區 新北市立林口高級中學

### 桃園市
- 桃園市中壢區 桃園國際棒球場[19]
- 桃園市大園區 9號倉庫

## 相關產品
- 《高校英雄傳 原創小說 （附前導漫畫手札）》
  - 作者：廖紹妤、張志威
  - 繪圖：小林油打
  - 監製：三立電視
  - 出版社：台灣角川
  - 出版日期：2018年11月14日
  - ISBN 9789575645366

## 外部連結
- 官方网站－台視
- 官方网站－三立
- 三立華劇的Facebook專頁
- 三立華劇的Instagram帳戶
- 高校英雄傳 （页面存档备份，存于）-YouTube
- 高校英雄傳（越南版字幕） （页面存档备份，存于）-YouTube

## 作品的變遷
| 臺灣 臺視綜合台 每週日 22:00－23:30               | 臺灣 臺視綜合台 每週日 22:00－23:30                                                                                    | 臺灣 臺視綜合台 每週日 22:00－23:30 |
| ------------------------------------------------- | --- | ----------------------------------- |
|                                                   | 高校英雄傳 （2018年8月19日－2018年12月2日）                                                                            |                                     |
| 三明治女孩的逆襲 （2018年4月15日－2018年8月12日） | 植劇場：荼蘼（重播） （22:00 - 24:00） （2018年12月9日－2018年12月30日）你有念大學嗎？ （2019年1月6日－2019年4月28日） |                                     |

| 臺灣 三立都會台 每週六 22:00－23:30                       | 臺灣 三立都會台 每週六 22:00－23:30                                                           | 臺灣 三立都會台 每週六 22:00－23:30              |
| --------------------------------------------------------- | --------------------------------------------------------------------------------------------- | ------------------------------------------------ |
|                                                           | 高校英雄傳 （2018年8月25日－2018年12月8日）                                                   |                                                  |
| 三明治女孩的逆襲 （2018年4月21日－2018年8月18日）         | 愛玩客（重播） （2018年12月15日－2019年1月5日）你有念大學嗎？ （2019年1月12日－2019年5月4日） |                                                  |
| 每週五 22:00－23:30                                       |                                                                                               |                                                  |
| 三明治女孩的逆襲（重播） （2018年4月27日－2018年8月24日） | 高校英雄傳（重播） （2018年8月31日－2018年12月14日）                                          | 愛玩客（重播） （2018年12月21日－2019年1月11日） |

| 臺灣 三立綜合台 每週五 22:00－23:30               | 臺灣 三立綜合台 每週五 22:00－23:30         | 臺灣 三立綜合台 每週五 22:00－23:30 |
| ------------------------------------------------- | ------------------------------------------- | ----------------------------------- |
|                                                   | 高校英雄傳 （2018年9月28日－2019年1月25日） |                                     |
| 三明治女孩的逆襲 （2018年6月28日－2018年9月21日） | 我的未來男友 （2019年2月1日-2019年3月1日）  |                                     |

| 马来西亚 Astro双星、Astro双星HD 星期六至日 20:00 - 21:00 · 7月20日至8月20日 暂停播映     | 马来西亚 Astro双星、Astro双星HD 星期六至日 20:00 - 21:00 · 7月20日至8月20日 暂停播映 | 马来西亚 Astro双星、Astro双星HD 星期六至日 20:00 - 21:00 · 7月20日至8月20日 暂停播映                            |
| ---------------------------------------------------------------------------------------- | ------------------------------------------------------------------------------------ | --- |
|                                                                                          | 高校英雄传（第1 - 2集） （2019年7月13日－2019年7月14日）                             | |
| 长安十二时辰 （每晚 20:00 - 21:00） （7月13及14日停播） （2019年7月1日 - 2019年8月19日） | 长安十二时辰 （每晚 20:00 - 21:00） （2019年7月1日 - 2019年8月19日）                 | |
| 每日 18:00 - 19:00                                                                       |                                                                                      | |
| 听雪楼 （2019年5月10日 - 2019年7月8日）神犬小七3 （2019年7月9日 - 2019年8月20日）        | 高校英雄传 （2019年8月21日－2019年9月14日）                                          | 七月與安生（重播） （第24集 - 第31集） （2019年9月15日－2019年9月22日）在远方 （2019年9月23日－2019年11月16日） |

| 三立國際台 每周六晚上22:00 - 24:00                | 三立國際台 每周六晚上22:00 - 24:00         | 三立國際台 每周六晚上22:00 - 24:00 |
| ------------------------------------------------- | ------------------------------------------ | ---------------------------------- |
|                                                   | 高校英雄傳 （2022年4月2日－2022年6月25日） |                                    |
| 三明治女孩的逆襲 （2021年12月25日－2022年4月2日） | 你有念大學嗎？ （2022年7月2日－）          |                                    |